# Armiche Ortega
Armiche Ortega Medina (ur. 12 czerwca 1988 w Las Palmas) – hiszpański piłkarz występujący na pozycji pomocnika w hiszpańskim klubie CD Atlético Paso. Wychowanek Unión Viera, w swojej karierze reprezentował także barwy UD Las Palmas, Benidorm CF, Valencii B, Lewadiakosu, Cracovii, Barakaldo, Pandurii Târgu Jiu, Burgos, OFI 1925 i PAS Lamia 1964.